# Mapes de Bartomeu Colom
Els  mapes de Bartomeu Colom  són un conjunt de tres apunts dibuixats el 1506 probablement per Alessandro Zorzi a partir de les informacions que li va proporcionar Bartomeu Colom, germà de Cristòfor Colom.

## Descripció
Són tres mapes: el primer representa les Índies occidentals, el segon Àfrica i el tercer Àsia.

### El mapa de les Índies
Al mapa de les Índies es representen Espanya, anomenada al mapa  Spagnia , l'oest d'Àfrica, les Antilles i la costa nord d'Amèrica del Sud, anomenada  Mondo Novo , unida a Àsia. L'equador i el tròpic de Càncer es representen mitjançant línies horitzontals, la primera d'elles graduada.
El mapa resumeix admirablement els errors d'estimació de distàncies d'En Colom: amb aquesta incorrecta estimació, pensava haver aconseguit les costes orientals d'Àsia. Amèrica del Sud, al nord de la qual es troben les Antilles, apareix d'aquesta manera unida a Àsia; al sud-oest del mapa, en el punt d'unió dels dos continents, s'hi pot veure Catigara, aparentment la Kattigara de Ptolemeu, que la localitzava en la seva Geographia 180° graus a l'est d'Europa occidental, distància curiosament respectada al mapa, encara que Colom pensés que la distància real entre la costa oest d'Europa i l'est d'Àsia era de tan sols 135º. Per Colom es tractava de l'estret entre la Península Malaia i Indonèsia pel qual es comuniquen els mars de la Xina i l'Índic.
Les Antilles se situen molt al nord de la seva autèntica ubicació, per davant de Cuba, i independents del continent asiàtic a què Colom creia haver arribat.

## Història
Bartomeu Colom va acompanyar Cristòfor Colom en el seu quart viatge, en 1502-1504. Després del naufragi a Jamaica, Cristóbal va escriure una carta al rei Ferran II d'Aragó on l'informava de les seves exploracions a Veragua (Nicaragua i Panamà). En tornar a Espanya Bartolomé va tractar d'obtenir l'aprovació del rei per colonitzar i cristianitzar les terres descobertes a la costa d'Amèrica Central. En 1506 va viatjar a Roma per tal d'obtenir cartes de recomanació del papa Juli II, sense èxit. A Roma va conèixer a Alessandro Zorzi, un cartògraf venecià que col·leccionava els relats dels exploradors, i li va mostrar la carta de Colom. Zorzi el va ajudar en la traducció de la carta, afegint en els seus marges els esbossos dels tres mapes, d'acord amb les explicacions proporcionades per Bartolomé.
Els mapes es troben en l'actualitat en l'anomenat Còdex Zorzi, a la Biblioteca Nazionale Centrale de Florència, a Florència.